# Euplectrus mathuri
Euplectrus mathuri är en stekelart som beskrevs av Bhatnagar 1952. Euplectrus mathuri ingår i släktet Euplectrus och familjen finglanssteklar. Inga underarter finns listade i Catalogue of Life.